# اولیویه لو گاک
اولیویه لو گاک (فرانسوی: Olivier Le Gac‎؛ زادهٔ ۲۷ اوت ۱۹۹۳) دوچرخه‌سوار اهل فرانسه است.
از باشگاه‌هایی که در آن رکاب زده‌است می‌توان به تیم دوچرخه‌سواری اف‌دی‌جی اشاره کرد.